# رامیلیسونینا
رامیلیسونینا (به انگلیسی: Ramilisonina)
رامیلیسونینا یک باستان‌شناس اهل ماداگاسکار است.
پژوهش‌های او متمرکز بر پیشاتاریخ ماداگاسکار به‌ویژه دوران بین قرون پانزدهم تا نوزدهم است. او در دانشگاه شفیلد همکار مایک پارکر پیرسون است و به مطالعهٔ یادمان‌های خرسنگی در اروپا نیز پرداخته‌است.